# 东阁街道
东阁街道，是中国山东省青岛市平度市下辖的一个街道。

## 行政区划
东阁街道下辖后巷子社区、东阁社区、即墨旺社区、胜利路社区、福州路社区、常州路社区、杭州路社区、教师新村社区、青岛路社区、红旗路社区、新安苑社区、荷花湾社区、苏州路社区、人民路社区、龙山街社区、永安新村社区、安居苑社区、怡河苑社区、福安花苑社区、尚家疃社区、山水龙苑社区、泉州路社区、祥福社区、福临社区、金色东城社区、菜园村、东关村、姜家疃村、郭家疃村、金沟子村、徐福村、兰家庄村、东窝洛子村、辛家庄村、梨沟村、上李元村、丰山洼村、官家上观村、尚家上观村、代家上观村、古营崖村、官地村、下李元村、北姜家庄村、付家崖村、蝎山子村、库屯村、北沙窝村、桃源洞村、王家庄村、五亩兰村、李家莹村、公沙村、东公沙村、北荆家村、正涧村、宝店村、北潘家村、寨子村、乔家村、窝洛子村、新北台村、贾家营村、大十里堡村、崔召村、后寨村、小鱼脊山村、凤鸣屯村、前赵家庄村、河东付家村、官家庄村、官家疃村、大鱼脊山沟东村、大鱼脊山沟西村、山南头村、河东马戈庄村、湾头村、水石埠村、北宋家庄村、北杨家庄村、东方家岭村、西方家岭村、朱黄村、东杨家庄村、五甲村、姜家屯村、四十里堡村、下袁家村、汉军寨村、沙岭村、凤凰山村、大宝山村、小宝山村、二十里堡村、小庄村、张家埠村、炉坊村、西丁家村、臧家村、河洼村、西郑家村、后韩家村、王家村、黄山东头村、黄山后村、路子口村、尹家村、河西于家村、毛家村、下马村、上马村、陡沟村、古村、卢家村、英兰埠村、北陶家村、西李村、东李村、小李村。
东阁街道现辖：
后巷子社区、东阁社区、即墨旺社区、胜利路社区、福州路社区、常州路社区、杭州路社区、教师新村社区、青岛路社区、红旗路社区、新安苑社区、荷花湾社区、苏州路社区、人民路社区、龙山街社区、永安新村社区、棉纺厂社区、安居苑社区、怡河苑社区、福安花苑社区、尚家疃社区、菜园村、东关村、姜家疃村、郭家疃村、金沟子村、徐福村、兰家庄村、东窝洛子村、辛家庄村、梨沟村、上李元村、丰山洼村、官家上观村、尚家上观村、代家上观村、古营崖村、官地村、下李元村、北姜家庄村、付家崖村、蝎山子村、库屯村、北沙窝村、桃源洞村、王家庄村、五亩兰村、李家莹村、公沙村、东公沙村、北荆家村、正涧村、宝店村、北潘家村、寨子村、乔家村、窝洛子村、新北台村、贾家营村和大十里堡村。